# Carl Bucher
Carl Bucher (* 1898 in Waltenweiler; † 1985) war ein deutscher Ingenieur, der als Chefkonstrukteur bei der Leichtflugzeugbau Klemm GmbH die Teilschalenbauweise im Flugzeugbau zur Serienreife führte und nach dem Zweiten Weltkrieg mit der Klemm Kl 107B/C eines der ersten bundesdeutschen Sportflugzeuge schuf.

## Werdegang
Carl Bucher wurde 1898 in der Nähe von Friedrichshafen als Sohn eines Landwirts geboren. Im Alter von 16 Jahren nahm Bucher 1914 eine Lehrstelle beim Flugzeugbau Friedrichshafen an. Nach Abschluss der Lehre wurde Bucher 1916 zum Kriegsdienst einberufen. Bucher kam 1917 zur Fliegertruppe und erhielt in Johannisthal 1917 den Flugzeugführerschein. An der Front wurde Bucher nach acht Einsätzen abgeschossen und schwer verwundet. Er kehrte 1918 zum Flugzeugbau Friedrichshafen zurück und war dort für die Abnahme von Flugzeugen der Fliegertruppe verantwortlich.
Nach dem Krieg begann Bucher ein Ingenieurstudium, das er 1924 erfolgreich abschloss. Als Konstrukteur kam Carl Bucher 1924 zum Udet Flugzeugbau in München. Nach dem Zusammenschluss des Unternehmens mit den Bayerischen Flugzeugwerken wechselte Bucher 1926 in das BFW-Konstruktionsbüro nach Augsburg. Bucher verließ die BFW nach deren Insolvenz 1931 und kam im Dezember 1931 in das Konstruktionsbüro der Leichtflugzeugbau Klemm GmbH nach Böblingen unter Robert Lusser. Unter Friedrich Fecher übernahm Carl Bucher ab 1934 erste Führungsaufgaben im Klemm-Konstruktionsbüro.
Als das Konstruktionsbüro unter Friedrich Fecher 1936 in das neue Klemm Flugzeugwerk Halle übersiedelte, blieb Carl Bucher als Oberingenieur in Böblingen. Er wurde zur führenden technischen Kraft bei der Leichtflugzeugbau Klemm GmbH. Carl Bucher entwickelte mit Hanns Klemm Verfahren und Bauformen für Teilschalenkonstruktionen im Flugzeugbau. Im Auftrag des Reichsluftfahrtministerium konstruierte Carl Bucher bei der Leichtflugzeugbau Klemm GmbH zwischen 1938 und 1943 insgesamt 7 verschiedene Flugzeugtypen in Teilschalenbauweise, die teilweise zu Vergleichszwecken mit konventionellen Holzbauweisen als Versuchsflugzeuge realisiert wurden. Die Klemm Kl 107 von Carl Bucher war 1940 der erste serientaugliche Prototyp in Teilschalenbauweise, dessen Serienaufnahme rüstungsbedingt nicht mehr vor dem Ende des Zweiten Weltkriegs zustande kam.

## Nachkriegszeit
Bucher gehörte 1952 zu den ehemaligen Mitarbeitern der Leichtflugzeugbau Klemm GmbH, die sich bereit erklärten, beim Wiederaufbau der Klemmwerke mitzuwirken. Bucher war ab 1954 bei der Arbeitsgemeinschaft Bölkow-Klemm Chefkonstrukteur für das Kabinenflugzeug Klemm Kl107B, das als eines der ersten bundesdeutschen Sportflugzeuge 1956 zum Erstflug startete. Ab 1958 war Bucher als Chefkonstrukteur bei der Apparatebau Nabern GmbH für die konstruktive Weiterentwicklung der Klemm Kl107C, sowie der viersitzigen Klemm Kl107D bzw. der späteren Bölkow Bo 207 verantwortlich.
Carl Bucher verstarb 1985.

## Konstruktionen von Carl Bucher
Konstruktionen bis 1945:
- Klemm Kl 105 – zweisitziges Kabinenflugzeug in Teilschalenbauweise von 1938, 4 Versuchsflugzeuge
- Klemm Kl 35C – offenes zweisitziges Schulflugzeug in Teilschalenbauweise von 1938, 3 Versuchsflugzeuge
- Klemm Kl 106 – offenes zweisitziges Schulflugzeug in Teilschalenbauweise für den U.S.-Export von 1939, 7 Mustermaschinen
- Klemm Kl 107 – zweisitziges Kabinenflugzeug in Teilschalenbauweise von 1940, 6 Prototypen
- Klemm Kl 151 – viersitziges Kabinenflugzeug in Teilschalenbauweise von 1943, 1 Prototyp
- Klemm Kl 152 – Entwurf eines viersitzigen, zweimotoriges Kabinenflugzeug in Teilschalenbauweise von 1939
- Klemm Kl 153 – Entwurf eines viersitzigen, zweimotorigen Beobachtungsflugzeugs in Teilschalenbauweise von 1939

Konstruktionen nach 1945:
- Klemm Kl 107A/B/C – dreisitziges Kabinenflugzeug in Teilschalenbauweise von 1956, 54 Serienmaschinen
- Bölkow Bo 207 – viersitziges Kabinenflugzeug in Teilschalenbauweise von 1960

Weiterentwicklungen:
- Klemm Kl 35D – offenes zweisitziges Schulflugzeug von 1938, überarbeitete Konstruktion von Friedrich Fecher